# Bibi Johns
Bibi Johns, de son vrai nom Gun Birgit Johnson (née le 21 janvier 1929 à Arboga, Suède), est une chanteuse et actrice suédoise, ayant fait sa carrière essentiellement en Allemagne.

## Biographie
Son père Bertil Johnson tient une entreprise de transport à Argoba. Après l'école, elle chante sous le nom de Gun Bertilson. À la demande de ses parents, elle va à une école de mode à Stockholm. Mais en fait elle chante dans un groupe « Varat Gäng » qu'elle a rencontré quelques années plus tôt à Argoba. Elle parcourt le pays et joue dans le groupe de la clarinette et de la guitare jusqu'à la séparation en 1948. Elle prend alors le nom de « Bibi Johns ». Après quelques petits concerts, elle finit ses études à l'école de mode. Puis elle est la guitariste de « Trio Yvonne Modin ». Elle rencontre alors le Henrik-Norin-Band, le groupe suédois ayant le plus grand succès. Son pianiste la met en contact avec Heino Gaze (de) qui tient une maison de disque et lui fait signer son premier contrat.
En mai 1951, elle fait ses débuts en Allemagne avec l'orchestre de la Süddeutscher Rundfunk (de) à Stuttgart. Le 4 décembre 1951, elle part à New York, où elle a obtenu un contrat d'enregistrement avec RCA Records en avril 1952. Elle enregistre des singles comme The Night Is Filled With Echoes / Someone To Kiss Your Tears Away. En avril 1953, elle remporte le télé-radio-crochet Chance of a Lifetime. Au mois de juin, elle retourne en Suède pour fêter les cinquante ans de son père. Elle rencontre le producteur Nils Nobach (de) qui lui fait faire des essais en Allemagne. À l'automne 1953, elle enregistre pour la première fois en allemand Bella Bimba (texte de Kurt Feltz (de))/Ich habe solche Angst, Little Rock/Bye Bye Baby (de Hans-Arno Simon et Peter Ström) et surtout son premier succès, Sehnsucht, une adaptation schlager d'Evergreen. Dans le même temps, elle commence au cinéma en Suède. Elle fait la navettre entre l'Europe et les États-Unis. Elle s'installe ensuite en Allemagne. Elle tourne plusieurs longs-métrages et chante dans l'orchestre d'Erwin Lehn (de)
En 1956, elle obtient ses plus grands succès en Allemagne et fait des émissions de télévision. En 1957, elle est en contrat avec Polydor et sort Aber nachts in der Bar, Wir seh’n uns wieder en duo avec Peter Alexander. Elle critique ouvertement durant un gala un texte de Kurt Feltz (de). Mais elle retravaille avec lui en 1961.
En 1966, elle participe au festival de schlager de Baden-Baden, mais n'atteint pas la finale. En 1970, elle est invitée dans des émissions de télévision de Rolf Harris. En 1971, elle est en tournée avec Tom Jones. Jusque dans les années 1990, elle participe à des concerts et des émissions mettant en avant les anciennes vedettes.
Bibi Johns s'est mariée deux fois : un bref premier mariage avec un Américain dans les années 1950, le second de 1960 à 1962 avec le réalisateur Michael Pfleghar. Ensuite elle vit plusieurs années avec le pianiste Peter Jacques. De 1974 à 1990, elle est avec le compositeur Rob Pronk (de) puis de 1997 à 2010, avec le pianiste Alex Racic qui a quarante ans de moins qu'elle.

## Discographie (sélection)
Singles
- Bella Bimba 1953
- Die Gipsy-Band 1955
- Ich möcht auf deiner Hochzeit tanzen 1955
- Zwei Herzen im Mai 1955
- Im Hafen unserer Träume 1956
- Aber Nachts in der Bar 1957
- Mal Regen und mal Sonnenschein 1957
- Zwei Verliebte in Paris 1960
- Das kann gefährlich sein (Bum-budi-bum) 1961
- Junggesellen musst du Fallen stellen 1961

Albums
- Bella Bimba
- Zwei Herzen im Mai
- Aber nachts in der Bar
- Wie sich Mühlen dreh'n im Wind
- Vielleicht ein Leben lang

## Filmographie
Elle eut pour partenaires Peter Alexander, Karlheinz Böhm, Harald Juhnke, Paul Kuhn, Bill Ramsey, Martin Benrath, Boy Gobert, Theo Lingen, Rudolf Platte ou Rudolf Prack.
- 1953: Flicka med melodi (sv)
- 1954: An jedem Finger zehn
- 1954: Kleine Leute – große Reise
- 1955: Wie werde ich Filmstar
- 1955: Ball im Savoy
- 1955: Die Unschuld vom Lande
- 1956: 1000 Melodien
- 1956: Musikparade
- 1956: Die Rosel vom Schwarzwald
- 1956: Sag es mit Musik
- 1956: Ich und meine Schwiegersöhne
- 1957: Liebe, Jazz und Übermut (de)
- 1957: Unter Palmen am blauen Meer (de)
- 1957: Wenn Frauen schwindeln - Europas neue Musikparade 1958
- 1958: Wehe, wenn sie losgelassen (de)
- 1958: Kleine Leute mal ganz groß (de)
- 1959: La Paloma
- 1961: Heute geh'n wir bummeln
- 1961: Adieu, Lebewohl, Goodbye
- 1966: Paris ist eine Reise wert (TV)

## Source de la traduction
- (de) Cet article est partiellement ou en totalité issu de l’article de Wikipédia en allemand intitulé « Bibi Johns » (voir la liste des auteurs).